# Bratislava Symphony Orchestra
Das Bratislava Symphony Orchestra ist ein Symphonieorchester der slowakischen Hauptstadt Bratislava. Das Orchester wurde 2000 von dem spanischen Dirigenten David Hernando Rico gegründet und spielt neben klassischen Werken überwiegend Filmmusiken ein oder spielt Arrangements für Popmusik-Titel, Werbeclips oder Videospielmusiken. Als Aufnahmeort dient der große Sendesaal des Slowakischen Hörfunks.

## Zusammenarbeit mit Böhse Onkelz
Die deutsche Rockband Böhse Onkelz engagierte zu ihrem Bandjubiläum das Bratislava Symphony Orchestra, um eine klassische Vertonung ihrer Titel zu realisieren. Das Album wurde im Dezember 2015 unter dem Titel 35 Jahre Böhse Onkelz – Symphonien und Sonaten veröffentlicht und stieg in Deutschland auf Platz 5 der Albencharts ein. Darüber hinaus wurden Chartplatzierungen in den Österreichischen und Schweizer Charts erreicht und das Orchester wurde für den Echo 2016 im Bereich Crossover nominiert.
Am 6. Mai 2016 führte das Orchester die Stücke live in der Philharmonie Essen auf.

## Filmografie (Auswahl)
- 2013: Nymphs (Fernsehserie, 12 Folgen)
- 2014: Trio – Odins Gold (Fernsehserie, 10 Folgen)
- 2014: Shrew´s Nest
- 2014: Big Game – Die Jagd beginnt (Big Game)